# Bernac (Charente)
Bernac település Franciaországban, Charente megyében. Lakosainak száma 463 fő (2022. január 1.). Bernac Les Adjots, La Chèvrerie, La Faye, Ruffec és Saint-Martin-du-Clocher községekkel határos.

## Népesség
A település népességének változása:
| Lakosok száma | 259  | 387  | 420  | 395  | 481  | 493  | 489  | 481  | 472  | 463  |
|               | 1968 | 1982 | 1999 | 2006 | 2011 | 2015 | 2017 | 2018 | 2020 | 2022 |